# Viktorin Zeithammer
Viktorin František Leopold Zeithammer (7. května 1872, Český Krumlov – 7. února 1925, Sušice; křtěný německy Viktorin Franz Leopold Zeithammer) byl český spisovatel, středoškolský pedagog a znalec Šumavy známý pod pseudonymem Ursus Šumavský.

## Život

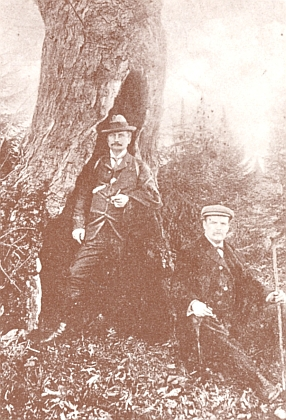
Viktorin Zeithammer a jeho anglický přítel, britský slavista a překladatel, Francis Petherick Marchant na Šumavě

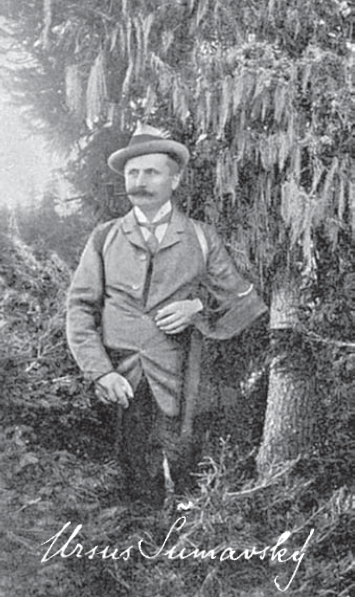
Profesor Viktorin Zeithammer na Rokytské slati

Viktorin Zeithammer se narodil roku 1872 na českokrumlovském zámku do rodiny schwarzenberského knížecího úředníka Leopolda Zeithammera (1834–1905) a jeho ženy Josefiny Zeithammerové, roz. Klimečkové. Kmotrem při křtu mu byl strýc, vídeňský zemský rada Viktorin Zeithammer.
Po absolvování gymnázia vystudoval pražskou filozofickou fakultu se zaměřením na moderní filologii a literaturu. Působil jako vyučující na různých reálných gymnáziích v Čechách: v Jičíně, Českých Budějovicích, Kutné Hoře; v roce 1907 se stal (jakožto velký znalec literatury) profesorem českého jazyka na sušickém reálném gymnáziu. Zastával též funkci okresního školního inspektora (v letech 1912–1919), ihned po přestěhování do Sušice se zapojil do tamějšího spolkového života: byl členem a posléze i jednatelem Klubu českých turistů (KČT) a členem Národní jednoty pošumavské (NJP).
Zeithammer byl nadšeným vlastencem, humanistou a organizátorem sušického veřejného života, angažoval se v činnostech vedoucích k povolení stavby nové budovy reálného gymnázia, byl členem kuratoria pro založení sušického muzea, pořádal přednášky, zorganizoval uvítání Jaroslava Vrchlického ve městě, do Sušice třikrát zavedl anglického slavistu Francise Pethericka Marchanta. Sám navštívil Anglii, Benátky, Bosnu a velmi si oblíbil Alpy. V hojné míře přispíval do různých českých i sušických periodik (Květy, Časopis turistů, Sušické listy, Jihočeské listy, Otavan, Svatobor) – povídkami, poezií či reportážemi z akcí KČT. Osobně se účastnil a finančně podporoval značení prvních turistických tras na střední Šumavě a v Povydří. Používal pseudonym Ursus Šumavský (doslova „šumavský medvěd“), pod tímto jménem publikoval do zmíněných časopisů.
Roku 1915 se oženil s Kamillou Žižkovou, spolu měli dceru Kamilu (provdanou Bursovou ), z prvního manželství se zesnulou Ladou Klimešovou pak  Ladislavu řečenou Slávinku  a Svatopluka.
Zemřel v roce 1925 na zápal plic způsobený chřipkou a byl pohřben na sušickém městském hřbitově. Jméno Viktorina Zeithammera je zvěčněno na Klostermannově rozhledně na Javorníce.

## Dílo

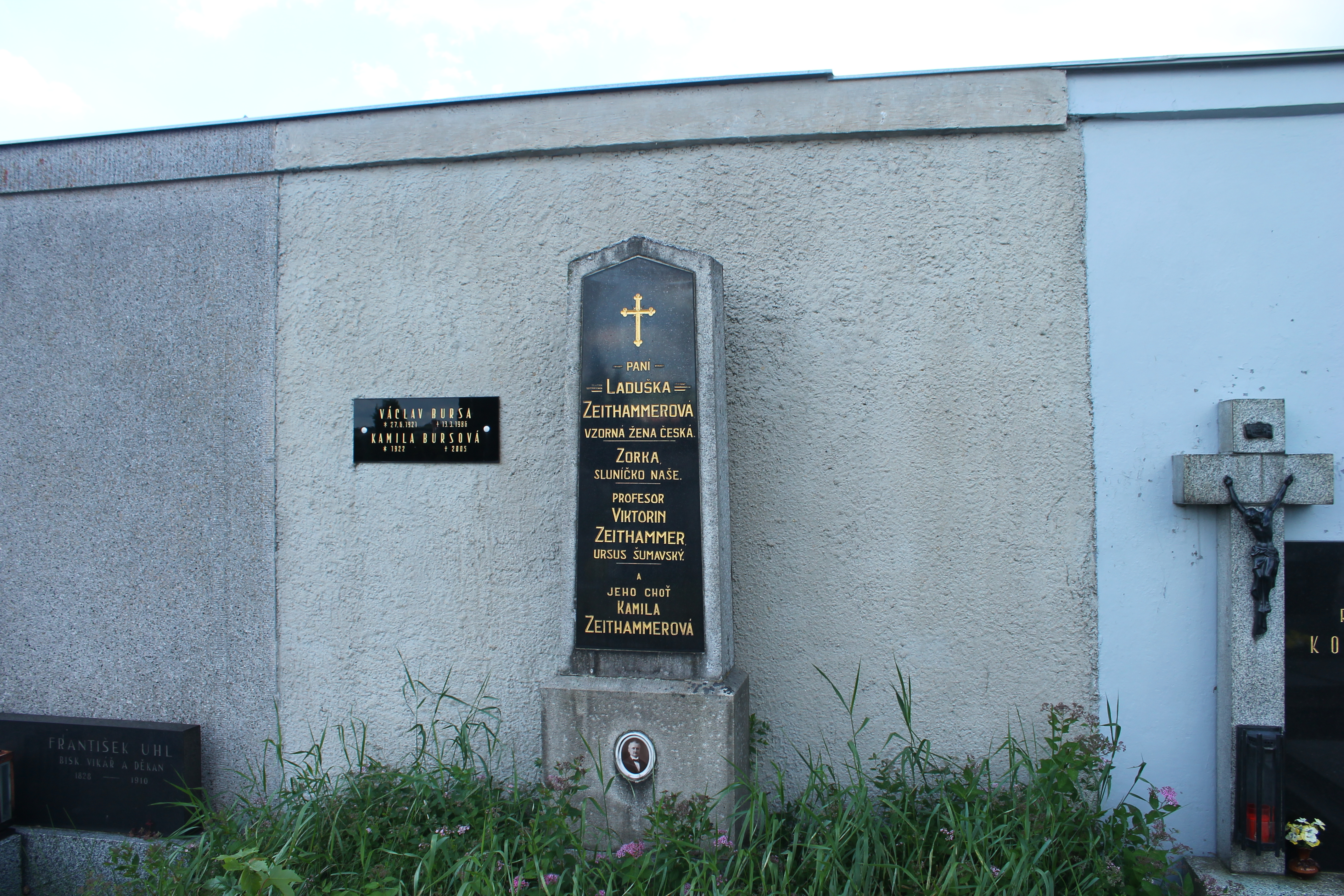
Hrob rodiny Zeithammerů v Sušici

- Zeithammer, Viktorin. Šumavské dumy a turistické táčky, Sušice 1911.
- Teplý, František. Zeithammer, Viktorin. Pošumaví. II, Vimperk – Kašperské Hory a Hartmanicko, Praha: 1911. (ed. Körbrovy monografie starobylých měst českých, sv. 6).
- Zeithammer, Viktorin. Pošumaví. III, Sušicko a Nýrsko, Praha: 1911 (ed. Körbrovy monografie starobylých měst českých, sv. 7).
- Zeithammer, Viktorin. Jed v žilách: povídky z ovzduší alkoholismu v horách šumavských, Praha 1922 (ed. Abstinenční knihovna).